# Микулинці-Струсів
Мику́линці-Стру́сів — залізнична станція Тернопільської дирекції Львівської залізниці.
Розташована на лінії Біла-Чортківська — Тернопіль між станціями Прошова (8 км) та Теребовля (9 км) у смт Дружба Теребовлянського району Тернопільської області. На станції зупиняються тільки приміські поїзди.
Режим роботи каси:
05:30-07:00, 08:00-10:00, 16:00-16:30; 17:30-18:30, 21:00-22:00. Вихідний — субота